# Pacific Crest Trail
Der Pacific Crest Trail (kurz PCT, offiziell Pacific Crest National Scenic Trail) ist ein rund 4265 Kilometer (2650 Meilen) langer Fernwander- und Reitweg im Westen der Vereinigten Staaten. Er verläuft parallel zur Küstenlinie des Pazifischen Ozeans entlang der Gebirgskämme der Sierra Nevada und der Kaskadenkette. Dabei durchquert der Weg die amerikanischen Bundesstaaten Kalifornien, Oregon und Washington.
Der südliche Endpunkt des Pacific Crest Trail liegt im Süden der Ortschaft Campo an der Grenze der Vereinigten Staaten zu Mexiko und der nördliche Endpunkt an der Grenze zu Kanada am Rande vom Manning Provincial Park in British Columbia. Der höchste Punkt wird am Forester-Pass in Kalifornien mit 4009 Metern erreicht. Ein erheblicher Teil des Pacific Crest Trail verläuft durch Gebiete, die in den USA als Wilderness Area, National Monument oder Nationalpark ausgewiesen sind.
Der Pacific Crest Trail erhielt 1968 zusammen mit dem Appalachian Trail als erster Wanderweg in den USA den Status eines National Scenic Trail. Im Jahr 1993 und damit 25 Jahre nach der Verabschiedung des National Trails System Act, eines Gesetzes zur Schaffung eines nationalen Netzes von Wanderwegen, wurde der Pacific Crest Trail offiziell eingeweiht.
Mit dem Appalachian Trail und dem Continental Divide Trail gehört der Pacific Crest Trail zu den drei Triple-Crown-Wanderwegen und damit zu den längsten und anspruchsvollsten Fernwanderwegen in den Vereinigten Staaten. Wanderer, die den Pacific Crest Trail in einer Saison durchwandern, werden „PCT-Thruhiker“ genannt.
Heute wird der Pacific Crest Trail vom United States Forest Service, dem National Park Service, dem Bureau of Land Management, dem California Department of Parks and Recreation und der Pacific Crest Trail Association betreut.

## Geschichte

### Catherine Montgomery, die „Mutter des Pacific Crest Trail“
Der erste Beleg für die Idee, die Gebirgskämme im Westen der USA parallel zum Pazifik zu durchwandern, findet sich bei Joseph Taylor Hazard (1879–1965) in dessen 1946 veröffentlichtem Buch Pacific Crest Trails. Hazard, selber begeisterter Bergwanderer, gibt an, Catherine Montgomery (1867–1957) vom Western Washington College of Education in Bellingham habe bei einer Veranstaltung des Mount Baker Clubs im Jahr 1926 „Einen hoch verlaufenden Wanderweg über die Gipfel unserer westlichen Berge mit Wegmarkierungen und Schutzhütten […] von der Grenze zu Kanada bis zur Grenzlinie von Mexiko“ vorgeschlagen. Fußend auf dieser Darstellung, sieht die Pacific Crest Trail Association Montgomery heute als die „Mutter des Pacific Crest Trail“ an.

### Beginn der Umsetzung: Frederick W. Cleator
Die Umsetzung dieser Idee wurde zum Ende der 1920er Jahre von Frederick William Cleator (1883–1957) in Angriff genommen, der als Supervisor of Recreation for Region 6 in Oregon und Washington für den U.S. Forest Service arbeitete. Cleator begann, den Cascade Crest Trail so zu entwickeln, dass eine durchgängige Route von Kanada bis zum Columbia River entstand. Im Jahr 1937 begannen Mitarbeiter der Region 6 des U.S. Forest Service, die Wegstrecke von der kanadischen Grenze bis nach Kalifornien mit durchgängigen Wegmarkierungen zu versehen.

### Clinton C. Clarke und diePacific Crest Trail System Conference
Die Verwaltung der Region 5 (Kalifornien) schloss sich der Idee eines mehrere Bundesstaaten durchquerenden Wanderwegs allerdings zunächst nicht an. Es ist deshalb der privaten Initiative von Clinton C. Clarke (1873–1957) aus Pasadena zu verdanken, dass das Konzept des Pacific Crest Trail schließlich in seiner Gänze umgesetzt wurde. Clarke schrieb während seiner Amtszeit als Vorsitzender der Mountain League of Los Angeles County im März 1932 den U.S. Forest Service und den National Park Service mit der Bitte an, einen „durchgängigen Wanderweg durch die Vereinigten Staaten, von Kanada bis Mexiko […] entlang der Gipfelkämme […] die landschaftlich schönsten Gebiete durchquerend und unter strikter Beibehaltung des Charakters als Wildnis“ einzurichten. Über die nächsten 25 Jahre trieb Clarke als Präsident der von ihm gegründeten Pacific Crest Trail System Conference diesen Plan immer weiter voran, war führend an der Erweiterung des John Muir Trails nach Norden und Süden beteiligt und veröffentlichte 1935 ein Handbuch zum Pacific Crest Trail unter dem Titel The Pacific crest trail, Canada to Mexico. Aufgrund dieser besonderen Rolle wird Clarke heute häufig als „Vater des Pacific Crest Trail“ bezeichnet.

### DerNational Trail Systems Act
Im Oktober 1968 verabschiedete der Kongress der Vereinigten Staaten den National Trails System Act, ein Gesetz zur Schaffung eines nationalen Netzes von Fernwanderwegen. Das Gesetz zielte darauf ab, der Bevölkerung Zugang zur Erholung im Freien zu verschaffen und zugleich bestimmte Teile der Natur unter Schutz zu stellen. Als die beiden ersten National Scenic Trails wurden der Appalachian Trail und der Pacific Crest Trail im Gesetz festgeschrieben. Damit war der PCT auch offiziell anerkannt und als schützenswert eingestuft worden.

### Gründung der PCTA und offizielle Einweihung im Jahr 1993
Im Zuge des weiteren Ausbaus des Pacific Crest Trail gründete Warren Lee Rogers (1908–1992), ein Wegbegleiter Clinton Clarkes, 1972 den Pacific Crest Trail Club, der 1992 mit der Pacific Crest Trail System Conference zur Pacific Crest Trail Association (PCTA) verschmolzen wurde. Diese gemeinnützige Organisation setzt sich seither für den Schutz, die Pflege und die Förderung des Wanderweges ein und bietet auf ihren Webseiten ausführliche Informationen für Wanderer.
Ein Jahr nach Rogers’ Tod wurde der Pacific Crest Trail feierlich eingeweiht und die Arbeit von Clarke und Rogers damit offiziell abgeschlossen. Da bis heute jedoch immer noch einzelne Abschnitte des Wanderweges über privates Land führen, gibt es immer wieder Versuche, dieses aufzukaufen und den Verlauf des Pacific Crest Trail weiter zu optimieren.

## Die Route

### Länge der Strecke
Zur genauen Streckenlänge des Pacific Crest Trail kursieren unterschiedliche Angaben. So gibt beispielsweise der Engländer Keith Foskett, der seine Wanderung auf dem PCT im Jahr 2010 nach sieben Monaten erfolgreich abschloss, die Länge mit 4249 Kilometern an, während die deutsche Thruhikerin Christine Thürmer die Länge auf 4277 Kilometer beziffert. Die Pacific Crest Trail Association erklärt solche Unterschiede mit dem Hinweis, dass die Länge des PCT zum einen von Jahr zu Jahr aufgrund von Streckenänderungen schwankt. Darüber hinaus sei der PCT noch niemals mit technischen Hilfsmitteln so vermessen worden, dass man seine Länge ausreichend genau angeben könne. Die Pacific Crest Trail Association selbst hat die offizielle Länge auf 2650 Meilen (4265 Kilometer) festgelegt und begründet dies mit dem Umstand, dass sie angesichts der häufigen Streckenanpassungen nicht jedes Jahr ihre T-Shirts neu drucken und Hinweisschilder erneuern könne. Laut ihrer FAQ ist die Angabe von 2650 Meilen auf „etwa zehn Meilen mehr oder weniger“ korrekt.

### Überblick über die Route
Da heute mit 90 % die weitaus überwiegende Mehrheit der Thruhiker den PCT von Süden nach Norden durchwandert, tragen auch die meisten Streckenbeschreibungen und Wanderführer diesem Umstand Rechnung und beschreiben den Streckenverlauf in Süd-Nord-Richtung. Die Pacific Crest Trail Association teilt den Wanderweg in fünf größere Regionen ein: Südkalifornien, Zentralkalifornien, Nordkalifornien, Oregon und Washington.
- In Südkalifornien verläuft die Route zunächst durch eine Wüstenlandschaft bis zu den Laguna Mountains. Dann streift sie kurz den Anza-Borrego Desert State Park und führt dann weiter über die Gebirgszüge der San Jacinto Mountains, der San Bernardino Mountains sowie der San Gabriel Mountains. In einem weiten Bogen entlang der westlichen Mojave-Wüste erreicht der PCT dann über die Tehachapi Mountains die südlichen Ausläufer der Sierra Nevada.
- In Zentralkalifornien führt der Wanderweg über weite Strecken durch das von Granitgestein geprägte Hochgebirge der Sierra, wobei er sich zeitweilig mit dem John Muir Trail deckt. Auf seinem Weg nach Norden überquert der PCT acht Gebirgspässe mit einer Höhe von mehr als 3.353 Meter (11.000 Fuß), wobei mit dem rund 4.000 Meter (13.153 Fuß) hohen Forester-Pass der höchste Punkt der Gesamtstrecke erreicht wird. Mit dem Sequoia- und Kings-Canyon-Nationalpark sowie dem Yosemite-Nationalpark durchquert der Weg die ersten drei von insgesamt sieben auf seiner Strecke gelegene Nationalparks.

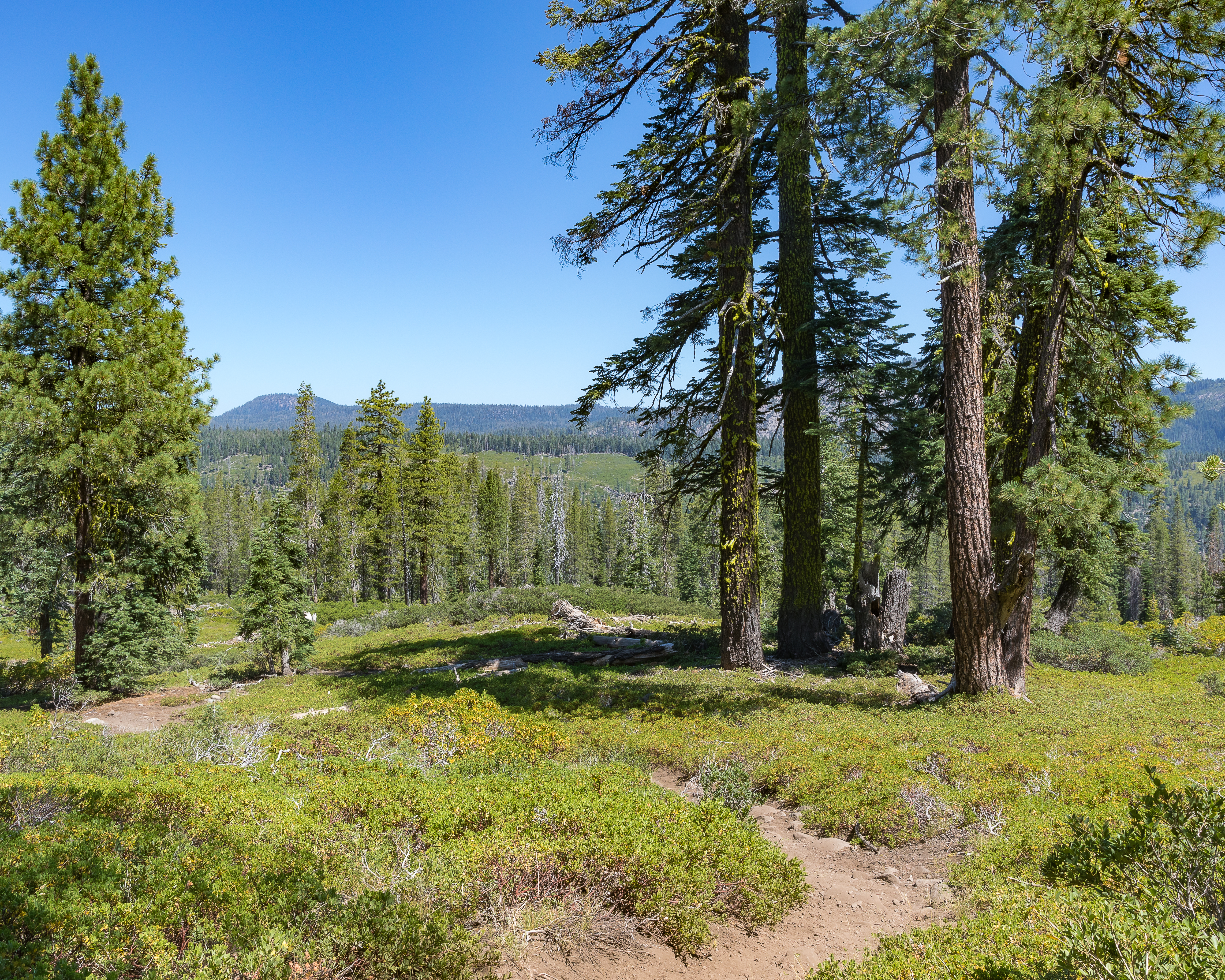
Blick auf den PCT, Abschnitt „N“, in der Nähe von Warner Valley, Lassen-Volcanic-Nationalpark, Kalifornien

- In Nordkalifornien erreicht der PCT den südlichen Teil der von Vulkanen geprägten Kaskadenkette. Er durchquert den Lassen-Volcanic-Nationalpark und führt dann über den extrem trockenen Gebirgskamm Hat Creek Rim in einem Bogen nach Westen, wo er nach einer Überquerung des Sacramento River den Castle Crags State Park und die Trinity Alps Wilderness erreicht. Vom Klamath River steigt der Trail dann in die Siskiyou Mountains hoch, wo er in der Nähe des Siskiyou Summit die Grenze nach Oregon überschreitet.
- Der Streckenabschnitt durch Oregon ist der kürzeste und stellt aufgrund der relativ geringen Höhenunterschiede die niedrigsten Anforderungen an Wanderer und Reiter.[14] Der Weg führt an zahlreichen Vulkanen vorbei, durchquert den Crater-Lake-Nationalpark und erreicht kurz vor der Grenze nach Washington mit dem Mount Hood den höchsten Berg Oregons.
- An der bekannten Bridge of the Gods über den Columbia River beginnt der Streckenabschnitt durch Washington. Auf dem Weg zur kanadischen Grenze führt der PCT durch zahlreiche Wilderness Areas und streift den Mount-Rainier-Nationalpark, bevor er in der nördlichen Kaskadenkette den North-Cascades-Nationalpark erreicht. Insbesondere der nördlichste Abschnitt der Strecke ist von häufigen Niederschlägen, Schneefeldern und Gletschern geprägt.

Da einzelne Streckenabschnitte immer wieder von den in Kalifornien auftretenden Waldbränden betroffen sind und deshalb für Wanderer gesperrt werden, kann der exakte Verlauf der Route von Jahr zu Jahr variieren. Eine größere Änderung im Streckenverlauf stellt die von der Pacific Crest Trail Association vorangetriebene Verlegung eines rund 60 Kilometer (37 Meilen) langen Abschnitts in der Mojave-Wüste zum Bergkamm der Tehachapi Mountains dar. Der bisherige Trailverlauf in diesem Bereich befindet sich in eher naturfernen Bereichen entlang des California Aqueducts und gilt als einer der am wenigsten ansprechenden Abschnitte des Pacific Crest Trail. Obwohl schon 2008 eine grundlegende Einigung mit der Tejon Ranch Company als Eigentümerin des Gebiets erzielt wurde, konnte dieser Plan noch nicht umgesetzt werden und nach Angaben der Pacific Crest Trail Association wird es (Stand 2023) auch noch Jahre dauern, bis diese Streckenverlegung abgeschlossen werden kann.

### Die Abschnitte im Einzelnen
Die Abschnittsbezeichnungen folgen denjenigen der Wanderführer aus der Wilderness Press-Reihe. Ein Klick auf „Weitere Bilder“ in dieser Übersicht führt zu zusätzlichen Fotos zum jeweiligen Streckenabschnitt auf Wikimedia Commons, der Bilddatenbank der Wikipedia.
| Abschnitt    | Länge (in Meilen) | Von Meile                                             | Bis Meile                                             | Bild           | Beschreibung |
| ------------ | ----------------- | ----------------------------------------------------- | ----------------------------------------------------- | -------------- | --- |
| CA Section A | 109,5             | 0 – Campo (Mexican Border)                            | 109,5 – Warner Springs                                | Weitere Bilder | Der PCT beginnt an der mexikanischen Grenze nahe der kleinen Ortschaft Campo. Während auf den tiefer gelegenen Teilen dieses ersten Abschnitts im späten Frühjahr oft schon Temperaturen von über 37 °Celsius (100 °Fahrenheit) erreicht werden, können die Wanderer im April und Mai in den Laguna Mountains noch von Schneestürmen überrascht werden. Der Pfad führt westlich am Anza-Borrego Desert State Park vorbei, den er zeitweise berührt. |
| CA Section B | 100,0             | 109,5 – Warner Springs                                | 209,5 – Interstate 10 (Cabazon)                       | Weitere Bilder | Der Wanderweg durchquert den nordwestlichen Zipfel des Santa Rosa and San Jacinto Mountains National Monument auf dem Rücken der parallel zur Pazifikküste verlaufenden Peninsular Ranges. Mit den San Jacinto Mountains wird der erste bergige Abschnitt der Strecke erreicht. Auf dem Weg von den San Jacinto Mountains zum San-Gorgonio-Pass gilt es, einen Abstieg von rund 2400 Meter (8000 Fuß) zu bewältigen. |
| CA Section C | 132,5             | 209,5 – Interstate 10 (Cabazon)                       | 342,0 – Interstate 15 (Cajon Pass)                    | Weitere Bilder | Vom San-Gorgonio-Pass geht es durch die San Bernardino Mountains. Dabei kreuzt der PCT die San-Andreas-Verwerfung. In den Monaten April oder Mai müssen Wanderer mit Hagel, Schnee und nächtlichen Temperaturen unter dem Gefrierpunkt rechnen. Der Abschnitt endet im Cajon Canyon unter der sechsspurigen Interstate 15. |
| CA Section D | 112,5             | 342,0 – Interstate 15 (Cajon Pass)                    | 454,5 – Agua Dulce                                    | Weitere Bilder | Nordöstlich von Los Angeles führt der PCT über die Kämme der San Gabriel Mountains. Mit dem 2865 Meter hohen Mount Baden-Powell wird der vierthöchste Gipfel des Gebirgszuges bestiegen. Am Ende dieses Abschnitts erreichen die Wanderer die kleine Ortschaft Agua Dulce, die laut Wanderführer der Wilderness Press-Reihe „vermutlich die höchste Konzentration an engagierten „Trail Angels“ entlang des PCT“ hat. |
| CA Section E | 115,0             | 454,5 – Agua Dulce                                    | 566,5 – Tehachapi Pass (Tehachapi)                    |                | Dieses Teilstück des PCT führt durch die Mojave-Wüste und über lange Strecken entlang des California Aqueduct, der Wasser nach Südkalifornien leitet. Der Wanderführer der Wilderness Press-Reihe beschreibt den Abschnitt als „ein heißes, trockenes, gefährliches, hässliches und völlig un-Crest-artiges Stück des Trails“. |
| CA Section F | 85,5              | 566,5 – Tehachapi Pass (Tehachapi)                    | 652,0 – Walker Pass (Onyx, Kernville)                 |                | Vom Tehachapi Pass geht es in die südlichen Ausläufer der Sierra Nevada. Die Landschaft entlang des Weges ist von dem für die Sierra typischen Batholithgestein geprägt. Der Wanderführer der Wilderness Press-Reihe hebt die „freie Sicht auf Reihen von scharf eingeschnittenen Gebirgskämmen und tiefen Tälern, auf weitläufige Wüstengebiete und entfernte Gipfelsilhouetten“ auf diesem Abschnitt des PCT hervor. |
| CA Section G | 115,0             | 652,0 – Walker Pass (Onyx, Kernville)                 | 767,0 – Crabtree Meadows (Mount Whitney)              | Weitere Bilder | In Kennedy Meadows erreichen die Wanderer das „Tor zur High Sierra“ und – zum Ende des Abschnitts – mit dem Mount Whitney den mit 4421 Metern höchsten Berg der Vereinigten Staaten außerhalb Alaskas. Obwohl die Gipfelbesteigung des Mount Whitney nicht zum PCT gehört, wird sie doch von einigen Thruhikern unternommen. |
| CA Section H | 175,5             | 767,0 – Crabtree Meadows (Mount Whitney)              | 942,5 – Highway 120 (Tuolumne Meadows)                | Weitere Bilder | Der Weg vom Mount Whitney nach Tuolumne Meadows führt durch eine Berglandschaft, die unter Wanderern als eine der schönsten in den USA gilt. Die Landschaft ist von Granitfelsen, Schluchten und Bergseen geprägt. Mit dem Forester-Pass auf 4009 Metern wird der höchste Punkt des Pacific Crest Trail erreicht. Über den größten Teil der Strecke folgt der PCT in diesem Abschnitt dem John Muir Trail. Zum Ende des Abschnitts wird die Ansel Adams Wilderness mit dem Devils Postpile National Monument durchwandert, bevor der südöstliche Teil des Yosemite-Nationalparks erreicht wird.                |
| CA Section I | 74,4              | 942,5 – Highway 120 (Tuolumne Meadows)                | 1016,9 – Highway 108 (Sonora Pass) to Bridgeport      | Weitere Bilder | Von Tuolumne Meadows führt der Weg weiter durch den Yosemite-Nationalpark, wobei sich der PCT bis fast zum nördlichen Ende des Parks mit dem Tahoe–Yosemite Trail deckt. Der Abschnitt ist von tiefen Schluchten geprägt, wozu der Wanderführer der Wilderness Press-Reihe bemerkt, es fühle sich manchmal eher an, als klettere man in der Vertikalen, als dass man in der Horizontalen wandere. |
| CA Section J | 75,4              | 1016,9 – Highway 108 (Sonora Pass) to Bridgeport      | 1092,3 – Echo Lake (South Lake Tahoe)                 | Weitere Bilder | Vom zweithöchsten Pass der Sierra Nevada, dem Sonora Pass, geht es weiter bis zu dem südlich von Lake Tahoe gelegenen Gletschersee Echo Lake. Inzwischen ist die von Granit geprägte Landschaft der High Sierra in eine Vulkanlandschaft übergegangen, die sich von hier bis zum Castle Crags State Park im Norden Kaliforniens erstreckt. |
| CA Section K | 64,8              | 1092,3 – Echo Lake (South Lake Tahoe)                 | 1157,1 – Donner Summit (Interstate 80 to Truckee)     | Weitere Bilder | Dieser Abschnitt führt westlich von Lake Tahoe durch die Desolation Wilderness und die Granite Chief Wilderness. Beide Wilderness Areas wurden von Gletschern geformt, die den Boden weitgehend abgetragen haben, weshalb auf diesen Teilstücken – insbesondere im Desolation Valley – nur wenige Bäume stehen. Nördlich der Granite Chief Wilderness führt der Weg entlang der Skiregion Olympic Valley über den nach der Donner Party benannten Donner Pass bis zu einem Parkplatz an der Interstate 80. |
| CA Section L | 38,3              | 1157,1 – Donner Summit (Interstate 80 to Truckee)     | 1195,4 – Highway 49 (Sierra City)                     | Weitere Bilder | Dieses relativ kurze Teilstück des PCT beginnt südlich des Highways I-80 und endet nahe der California State Route 49 bei Sierra City. Die ersten zwei Drittel der Strecke führen über einen von Vulkangestein geprägten Kammweg, bevor der Pfad zum Jackson Meadow Reservoir hin abfällt und schließlich an einer Brücke über den North Yuba River den Endpunkt des Abschnitts erreicht. |
| CA Section M | 89,0              | 1195,4 – Highway 49 (Sierra City)                     | 1286,9 – Highway 70 (Beldon)                          |                | Der Wanderführer der Wilderness Press-Reihe beschreibt diesen Abschnitt aufgrund des Kontrasts zwischen Gletscherseen und den Schluchten des Feather River als besonders abwechslungsreich. Zum Ende dieses Teilstücks führt der Weg durch die Bucks Lake Wilderness im Plumas National Forest. |
| CA Section N | 132,2             | 1286,9 – Highway 70 (Belden)                          | 1419,0 – McArthur-Burney Falls State Park             | Weitere Bilder | Hier erreicht der PCT die südliche Kaskadenkette. Die erste Hälfte dieses Abschnitts führt durch die Vulkanlandschaft des Lassen-Volcanic-Nationalparks. Zu den landschaftlichen Höhepunkten gehören Ansichten des zuletzt zwischen 1914 und 1921 aktiven Vulkans Lassen Peak sowie hydrothermale Bereiche wie Terminal Geyser und Boiling Springs Lake. Zwischen dem kleinen Ort Old Station am nördlichen Rand des Nationalparks und dem Ende des Teilstücks führt der Weg über den „Hat Creek Rim“, einen für seine Trockenheit bekannten, rund 64 km langen Kamm.                                          |
| CA Section O | 82,2              | 1419,0 – McArthur-Burney Falls State Park             | 1501,2 – Interstate 5 (Castle Crag-Castella)          |                | Dieser Abschnitt führt in einem großen Bogen vom McArthur–Burney Falls Memorial State Park mit Kaliforniens größtem Wasserfall bis zum Rand des nordwestlich gelegenen Castle Crags State Park. Das letzte Drittel der Wegstrecke bietet Wanderern eine gute Sicht auf den in der Ferne liegenden Mount Shasta, den größten Vulkan der Kaskadenkette. |
| CA Section P | 98,5              | 1501,2 – Interstate 5 (Castle Crag-Castella)          | 1599,7 – Etna Summit (Etna)                           | Weitere Bilder | Dieser Abschnitt des PCT führt durch die von Granit und ultramafischem Gestein geprägten Klamath Mountains. Von einer Ausfahrt der Interstate 5 geht es zunächst südwestlich an den Castle Crags, einer markanten Felsformation, und am Mount Eddy, dem höchsten Berg der Trinity Mountains, vorbei. Anschließend führt der Pfad in einem Bogen bis zur nordwestlichen Seite des Etna Mountain, dem Schlusspunkt dieses Abschnitts. |
| CA Section Q | 56,2              | 1599,7 – Etna Summit (Etna)                           | 1655,9 – Seiad Valley                                 |                | Dieses Teilstück gehört zu den kürzeren in Kalifornien. Es führt durch die nach ihren abwechselnd hell und dunkel gefärbten Gesteinsformationen benannte Marble Mountain Wilderness im Klamath National Forest. Auf etwa der Hälfte des Weges zum Seiad Valley passieren Wanderer die Berge Black Mountain, Kings Castle und Marble Mountains. Das letzte Drittel führt bergab durch eine tiefe Schlucht, bevor der am Klamath River gelegene Endpunkt erreicht wird. |
| OR Section A | 63,0              | 1655,9 – Seiad Valley                                 | 1718,9 – Interstate 5 (Callahan’s-Ashland)            |                | Vom Seiad Valley in Kalifornien führt der PCT nordöstlich in Richtung der Kaskadenkette zu dem Punkt, wo die Mt. Ashland Forest Road 20 in der Nähe der Interstate 5 den ehemaligen U.S. Highway 99 in Oregon erreicht. Etwa auf halber Strecke passiert der Trail die Grenze zwischen den beiden Bundesstaaten. Die Route führt entlang eines hoch gelegenen Kamms durch dichte Waldgebiete, die von zahlreichen Forstwegen durchzogen sind. |
| OR Section B | 54,5              | 1718,9 – Interstate 5 (Callahan’s-Ashland)            | 1847,8 – Highway 140 (Fish Lake)                      | Weitere Bilder | Dieser Abschnitt gehört zu den am tiefsten gelegen Teilen des PCT in Oregon und ist zugleich der trockenste. Der Wanderführer der Wilderness Press-Reihe beschreibt diesen Abschnitt als eine der „landschaftlich am wenigsten reizvollen“ Teilstrecken in Oregon und Washington. Die Route verläuft häufig parallel zu Forststraßen oder Wegen, die mit Geländewagen befahren werden können. Bei den zwei größeren Seen entlang dieses Abschnitts – Hyatt Lake und Howard Prairie Lake – handelt es sich um Stauseen.                                                                                         |
| OR Section C | 74,4              | 1718,9 – Highway 140 (Fish Lake)                      | 1847,8 – Highway 138 (Cascade Crest)                  |                | In diesem Teilstück liegen mit der von Teichen und Seen geprägten Sky Lakes Wilderness und dem Crater-Lake-Nationalpark zwei sehr attraktive Wandergebiete. Im Gebäude der Parkverwaltung des Crater-Lake-Nationalpark befindet sich ein Postamt, das für die Abholung von „Bounce Boxes“ (Nachschubpakete, die Thruhiker sich selber zuschicken) genutzt werden kann. Bis Anfang August müssen sich Wanderer auf große Schwärme von Mücken entlang der Gewässer dieses Abschnitts einstellen. |
| OR Section D | 60,1              | 1847,8 – Highway 138 (Cascade Crest)                  | 1907,9 – Highway 58 (Willamette Pass)                 | Weitere Bilder | Auf dem Weg zum Willamette Pass haben Wanderer einen guten Blick auf Sawtooth Ridge sowie auf die Vulkane Mount Thielsen, Cowhorn Mountain, Diamond Peak und Mount Yoran. Die beiden Seen Summit Lake und Diamond Lake werden vom Wanderführer der Wilderness-Press Reihe für Ruhetage empfohlen. |
| OR Section E | 75,9              | 1907,9 – Highway 58 (Willamette Pass)                 | 1983,8 – Highway 242 (McKenzie Pass – Sisters & Bend) | Weitere Bilder | Den ersten zwei Dritteln der Wegstrecke von Section E in Oregon fehlen die großen Fernblicke, die dann im letzten Drittel in Form der schneebedeckten drei Vulkangipfel der Three Sisters auf die Wanderer zukommen. Dieser in der Three Sisters Wilderness gelegene Teil des Wanderpfades ist bei Wochenendausflüglern sehr beliebt. Der Wanderführer der Wilderness-Press Reihe meint, Thruhiker schienen sich einig zu sein, dass im südlichen Teil der Three Sisters Wilderness – neben der in Abschnitt C gelegenen Sky Lakes Wilderness – die meisten Mückenschwärme des gesamten PCT zu erwarten seien. |
| OR Section F | 107,9             | 1983,8 – Highway 242 (McKenzie Pass – Sisters & Bend) | 2091,7 – Highway 35 (Barlow Pass)                     | Weitere Bilder | Auf dem Weg zum Barlow Pass warten mit dem Mount Washington, dem Three Fingered Jack sowie dem Mount Jefferson drei weitere Vulkane der Kaskadenkette auf die Wanderer. Jefferson Park in der Mount Jefferson Wilderness gilt als einer der landschaftlichen Höhepunkte des PCT in Oregon, ist aber aus diesem Grund häufig von Backpackern überlaufen. |
| OR Section G | 55,2              | 2091,7 – Highway 35 (Barlow Pass)                     | 2146,9 – Cascade Locks (Bridge of the Gods)           | Weitere Bilder | Dieser kurze Abschnitt führt die Wanderer durch das nördliche Oregon zur Grenze des Bundesstaates Washington am Columbia River. Der Weg dorthin führt westlich am Stratovulkan Mount Hood vorbei. In der Kleinstadt Cascade Locks flussaufwärts der Bridge of the Gods können sich Thruhiker mit Proviant versorgen. |
| WA Section H | 148,0             | 2146,9 – Cascade Locks (Bridge of the Gods)           | 2294,9 – Highway 12 (White Pass – Packwood)           | Weitere Bilder | Mit der Überquerung der Bridge of the Gods erreichen Wanderer Washington und damit den letzten US-Bundesstaat vor der Ankunft in Kanada. Vom Columbia River bis zum Ende dieses Abschnitts steigt der PCT auf rund 2160 Meter. Nachdem Wanderer den Schichtvulkan Mount Adams passiert haben, erwartet sie am Packwood-Gletscher eine alpine Berglandschaft. |
| WA Section I | 98,3              | 2294,9 – Highway 12 (White Pass – Packwood)           | 2393,2 – Interstate 90 (Snoqualmie Pass)              | Weitere Bilder | Der südliche Teil dieses Abschnittes führt durch eine subalpine Landschaft, die von Seen, Wäldern und Wiesen geprägt ist. Der nördliche Teil dagegen führt durch eine Gegend, die stark von der Holzindustrie genutzt wird. Der Pfad führt bis auf 19 Kilometer an den Mount Rainier, den höchsten Berg der Kaskadenkette, heran. |
| WA Section J | 70,9              | 2393,2 – Interstate 90 (Snoqualmie Pass)              | 2462,1 – Highway 2 (Stevens Pass – Skykomish)         | Weitere Bilder | Vom Snoqualmie Pass im Süden dieses Abschnitts geht es durch die Alpine Lakes Wilderness zum Stevens Pass im Norden. Der Wanderführer der Wilderness Press-Reihe hebt die Schwierigkeiten dieses Abschnittes hervor und weist zugleich auf seine landschaftliche Schönheit hin. |
| WA Section K | 127,0             | 2462,1 – Highway 2 (Stevens Pass – Skykomish)         | 2591,1 – Highway 20-Rainy Pass (Mazama & Winthrop)    | Weitere Bilder | Auf dem Weg vom Stevens Pass zum Rainy Pass führt dieser Abschnitt durch die Berglandschaft der nördlichen Kaskadenkette. Der Weg führt am Glacier Peak entlang und ist aufgrund einiger gefährlicher Flussüberquerungen und bei Schneefall nicht ohne Risiko. Gleichzeitig gehört die Glacier Peak Wilderness zu den beliebtesten Wandergebieten im Norden Washingtons. |
| WA Section L | 70,3              | 2591,1 – Highway 20-Rainy Pass (Mazama & Winthrop)    | 2661,4 – Highway 3 (Manning Provincial Park)          | Weitere Bilder | Der letzte Abschnitt für Thruhiker in Süd-Nord-Richtung führt durch bewaldete Hänge und Täler sowie über zerklüftete Bergrücken. Über 50 Kilometer verläuft der Wanderpfad durch die Pasayten Wilderness, bevor die kanadische Grenze erreicht wird. Im Manning Provincial Park, British Columbia, liegt der nördliche Endpunkt des PCT. Seit dem 27. Januar 2025 ist dieser Endpunkt nicht mehr von den USA aus direkt erreichbar, da die Canada Border Services Agency den Grenzübertritt nach Kanada über den PCT untersagt hat.                                                                            |

### Genehmigungen („Permits“)
Für bestimmte Abschnitte des Fernwanderweges sind spezielle Genehmigungen einzuholen, die im Englischen als „Permits“ bezeichnet werden. Dabei gibt es drei verschiedene Permits: solche, die für das Durchwandern bestimmter Gebiete benötigt werden, den California Campfire Permit und den von der Pacific Crest Trail Association ausgestellten PCT Long Distance Permit:
1. Genehmigungen für bestimmte Gebiete: ganz generell werden Genehmigungen für das Wandern in den als Wilderness Areas ausgewiesenen Naturschutzgebieten, in US-Nationalparks sowie State Parks in Kalifornien benötigt. Darüber hinaus gibt es in Oregon Beschränkungen für die Anzahl von Wanderern auf dem PCT. Diese Genehmigungen dienen vor allem dem Schutz empfindlicher Gebiete vor Übernutzung, aber auch für das Messen von Trends in der Nutzung von Wanderwegen.
2. California Campfire Permit: diese Genehmigung wird für das Anzünden von Lagerfeuern, Campingkochern, oder Laternen in Kalifornien benötigt. Er stellt eine Selbstverpflichtung zum verantwortungsbewussten Umgang mit Feuer in der Natur dar und gibt Wanderern Hinweise für den sicheren und angemessenen Umgang mit Feuer.
3. Der PCT Long Distance Permit der Pacific Crest Trail Association (auch Thruhike permit genannt): diese Genehmigung erleichtert das Thruhiking, da sie darauf abzielt, möglichst viele der oben beschriebenen Einzelgenehmigungen zu ersetzen. Der PCT Long Distance Permit wird nur an Wanderer ausgegeben, die mehr als 500 Meilen wandern wollen, und für jeden Starttag wird nur eine begrenzte Menge dieser Genehmigungen ausgegeben. Der California Campfire Permit ist nicht in dieses Dokument eingeschlossen, ebenso wie eine kleinere Zahl von Genehmigungen für bestimmte Gebiete.

## Auswirkungen der Klimakrise

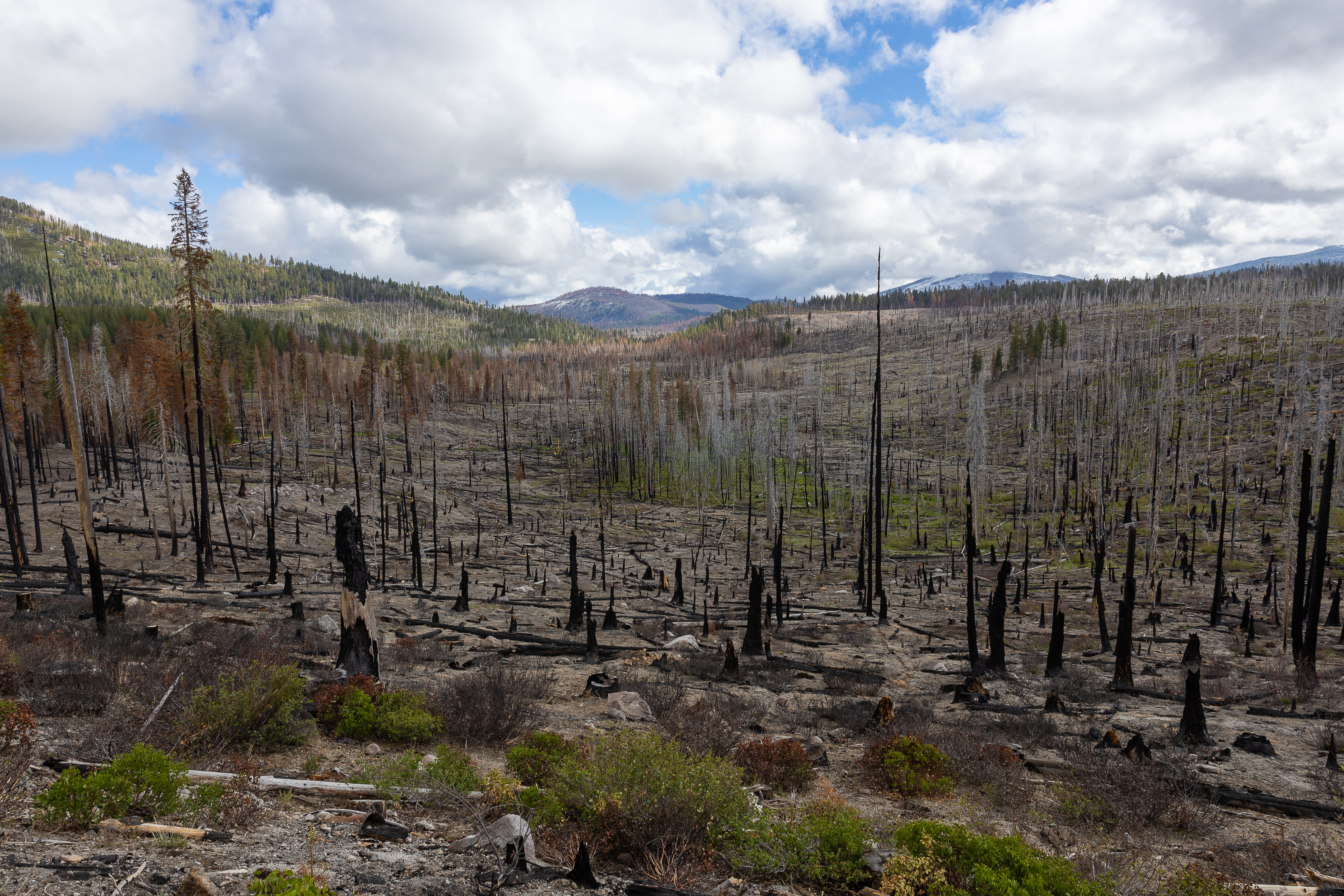
Brandschäden im Lassen-Volcanic-Nationalpark, der zu mehr als zwei Dritteln vom Dixie Fire betroffen war (Aufnahme vom Juni 2022)

Die durch die menschengemachte Globale Erwärmung ausgelöste Klimakrise zeigt bereits in der ersten Hälfte des 21. Jahrhunderts Auswirkungen auf den Pacific Crest Trail sowie auf dessen Nutzung als Fernwander- und Reitweg. Ein prominentes Beispiel ist das im Zuge einer ausgedehnten Dürrephase in Kalifornien ausgebrochene Dixie Fire des Jahres 2021, das nicht nur weite Teile des Plumas National Forest, Lassen National Forest und Lassen-Volcanic-Nationalparks zerstörte, sondern sich über mehr Meilen des Pacific Crest Trail erstreckte als jeder andere Waldbrand seit Entstehung des PCT. In den Trinity Alps, einem Gebirgszug in Nordkalifornien, hat die zunehmende Erwärmung zudem zu einem Abschmelzen der beiden Gletscher Grizzly Glacier und Salmon Glacier geführt, die bis 2015 mehr als 93 % ihrer ursprünglichen Fläche verloren haben.
Für die Zukunft erwarten die beiden Klimawissenschaftler John P. O’Brian und Brad Marston laut einem im Jahr 2022 veröffentlichten Aufsatz eine ganze Reihe von negativen Effekten der Klimakrise auf den PCT. Die Hitze, der Wanderer und Reiter schon jetzt in den Monaten Juli bis Oktober ausgesetzt ist, wird sich weiter verstärken. Die beiden Forscher prognostizieren, dass zum Ende des 21. Jahrhunderts aufgrund von Wassermangel entlang der Streckenabschnitte in Südkalifornien keine Thruhikes in südlicher Richtung mehr möglich sein werden. Durch atmosphärische Flüsse hervorgerufene Starkregenereignisse werden zudem für stärkere Erosion und damit einen größeren Ausbesserungsbedarf am PCT sorgen. Infolge von Waldbränden wird der Pfad nicht nur immer öfter durch verbrannte Landschaften führen, Wanderer und Reiter werden auch zunehmend Schwierigkeiten haben, in einem Zug von Campo bis an die kanadische Grenze zu gelangen.
Um die Auswirkungen der Klimakrise auf den PCT besser zu verstehen, starteten Wissenschaftler an der Scripps Institution of Oceanography der University of California, San Diego 2022 ein Programm, in dessen Rahmen Wanderer mit leichtgewichtigen Feuchtigkeits- und Temperatursensoren ausgestattet werden. Auf diese Weise erhoffen sich die Forscher Verbesserungen in der Genauigkeit ihrer Klimamodelle.

## Die Menschen

### Wanderer

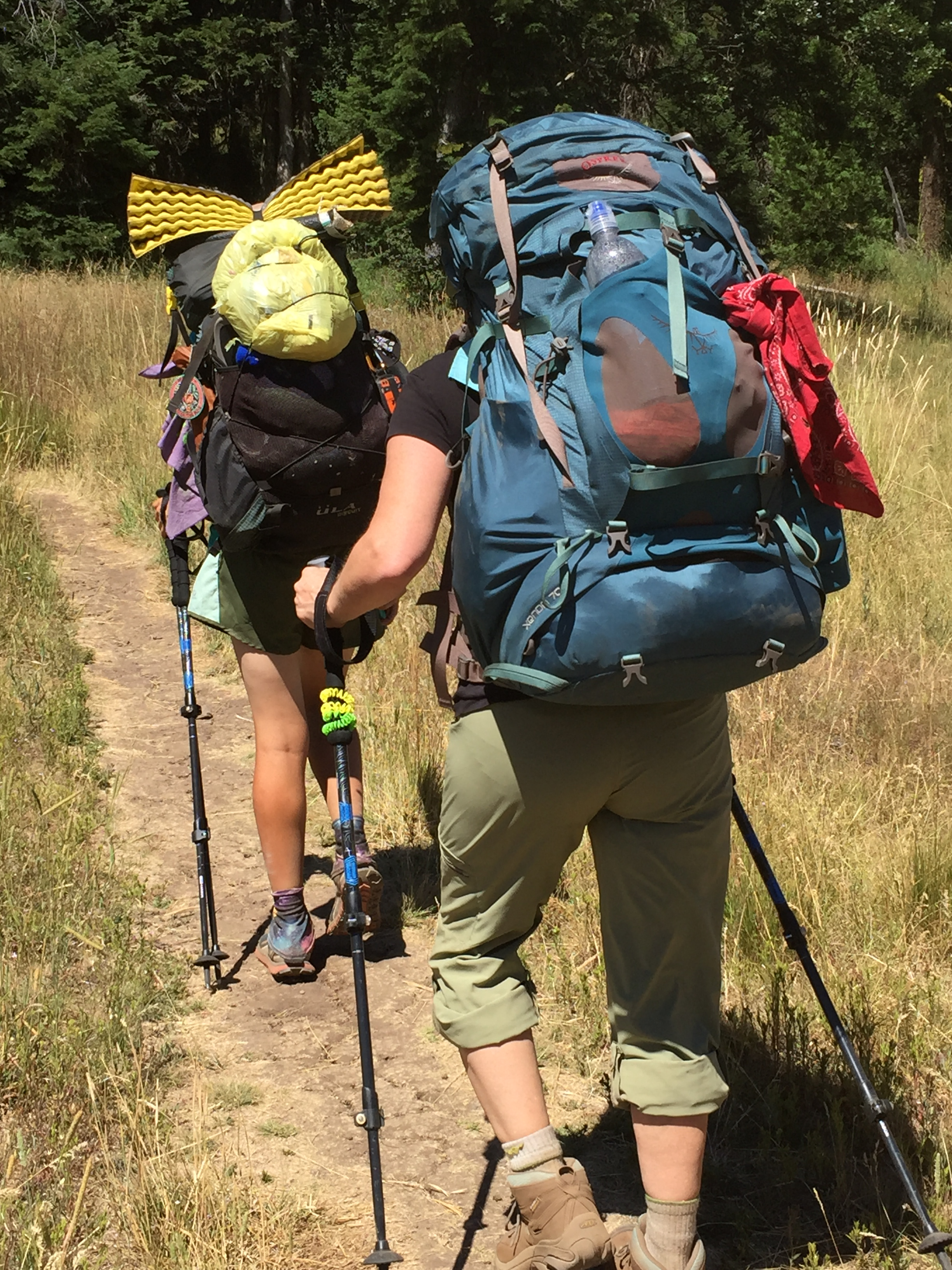
Zwei Wanderer 2016 auf dem PCT im Cascade-Siskiyou National Monument in Oregon

Der Pacific Crest Trail wird von unterschiedlichen Arten von Wanderern genutzt. Vor allem in den Nationalparks und anderen touristisch ausgebauten Gebieten nutzen Wochenendausflügler Teile des Pacific Crest Trail für kurze Wanderungen. Von diesen Wochenendausflüglern zu unterscheiden sind die „Thruhiker“, die den gesamten Weg in einer Saison zu bezwingen versuchen, und die „Section hiker“, die einzelne Abschnitte oder eine Reihe von Abschnitten innerhalb eines bestimmten Zeitraums durchwandern. Einige Section hiker wandern in mehreren aufeinanderfolgenden Jahren eine zusammenhängende Reihe von Abschnitten, um auf diese Weise irgendwann einmal den gesamten Pacific Crest Trail gewandert zu sein.
Die Zahl der Thruhiker auf dem Pacific Crest Trail hat sich innerhalb des letzten Jahrzehnts vervielfacht. Einen ungefähren Einblick in diese Entwicklung bietet die von der Pacific Crest Trail Association erfasste Zahl von PCT Long Distance Permits. Laut Angaben der Pacific Crest Trail Association lag die Zahl dieser Genehmigungen im Jahr 2019 bei 5441. Für das Jahr 2020 rief die Organisation aufgrund der COVID-19-Pandemie in den Vereinigten Staaten dazu auf, nur lokale Strecken zu wandern, um auf diese Weise der weiteren Ausbreitung des Coronavirus entgegenzuwirken.
| Jahr | Thruhike permits                           | Section hike permits                       | Gesamt                                     |
| ---- | ------------------------------------------ | ------------------------------------------ | ------------------------------------------ |
| 2024 | 4467                                       | 2333                                       | 6800                                       |
| 2023 | 4247                                       | 2391                                       | 6638                                       |
| 2022 | 4728                                       | 3023                                       | 7751                                       |
| 2021 | 4417                                       | 2732                                       | 7149                                       |
| 2020 | Pandemiebedingt wurden keine Daten erhoben | Pandemiebedingt wurden keine Daten erhoben | Pandemiebedingt wurden keine Daten erhoben |
| 2019 | 5441                                       | 2437                                       | 7878                                       |
| 2018 | 4991                                       | 2304                                       | 7295                                       |
| 2017 | 3928                                       | 2132                                       | 6060                                       |
| 2016 | 3493                                       | 2151                                       | 5644                                       |
| 2015 | 2808                                       | 1633                                       | 4441                                       |
| 2014 | 1461                                       | 1179                                       | 2640                                       |
| 2013 | 1041                                       | 834                                        | 1875                                       |

Diese Zahlen lassen jedoch keine Rückschlüsse darüber zu, wie viele dieser Thruhiker den Pacific Crest Trail in der jeweiligen Saison tatsächlich abgeschlossen haben. Die Pacific Crest Trail Association führt zwar auch eine „2,600 miler list“, diese beruht allerdings auf freiwilligen Angaben und ist deshalb im besten Falle unvollständig. In der Literatur findet sich immer wieder die Angabe, dass mehr Menschen den Mount Everest bestiegen als den Pacific Crest Trail in einer Saison durchwandert haben.

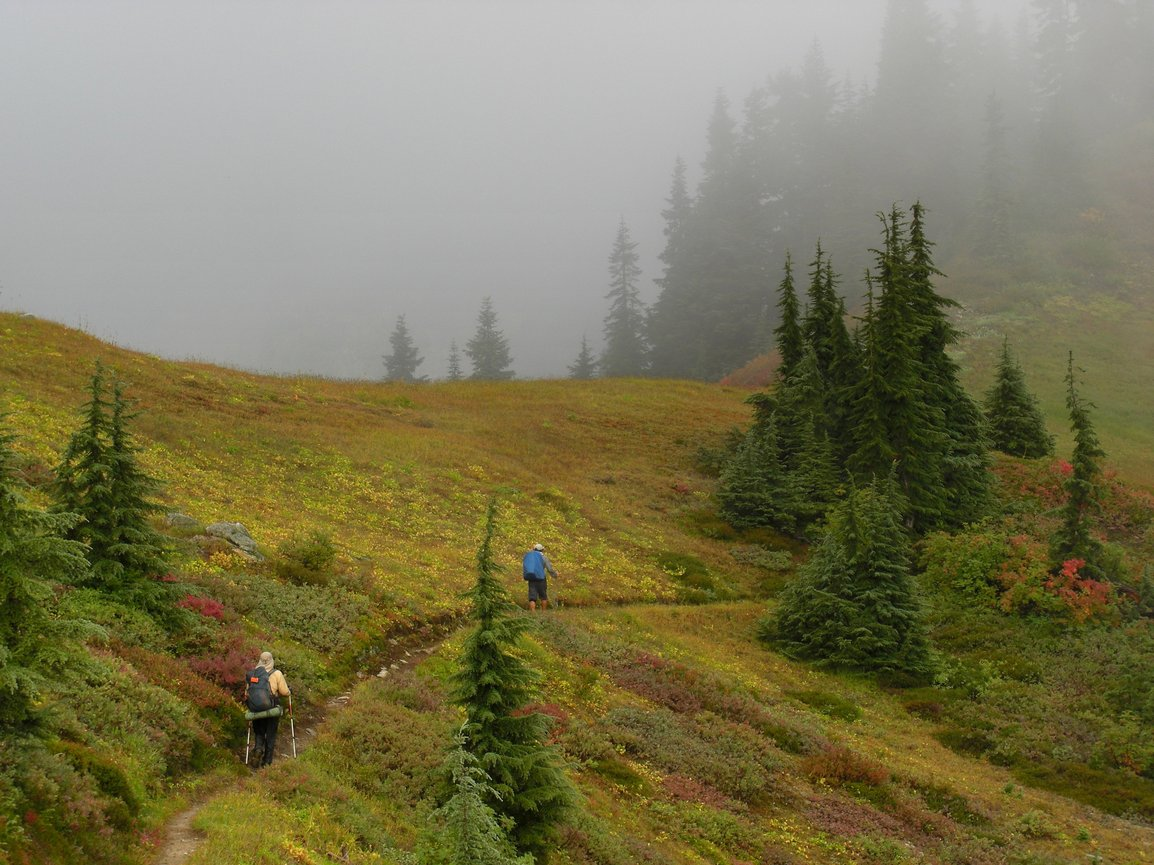
Zwei Thruhiker 2010 in der Henry M. Jackson Wilderness in Washington

Was die Motivation der Wanderer angeht, so lassen sich anhand der zahlreichen gedruckten Erlebnisberichte sowie der online verfügbaren Videotagebücher und Dokumentarfilme zumindest für die Thruhiker genauere Angaben machen. In dem 2013 erschienenen Dokumentarfilm Tell It On the Mountain – Tales from the Pacific Crest Trail werden als häufigste Gründe für das Thruhiking genannt: die Schönheit der Natur, die Abgeschiedenheit der durchwanderten Landschaften, die Kameradschaft mit anderen Wanderern sowie die Einsamkeit während der Fernwanderung. Einige Thruhiker und spätere Autoren von Erlebnisberichten weisen zudem darauf hin, dass ihr Entschluss zur Wanderung von einem kritischen Lebensereignis wie etwa dem Verlust des Arbeitsplatzes oder dem Tod eines nahestehenden Menschen ausgelöst wurde. Besondere Aufmerksamkeit fand dieser Aspekt im Zuge der Veröffentlichung des Buches Wild: From Lost to Found on the Pacific Crest Trail von Cheryl Strayed und dessen späterer Verfilmung (deutsch Der große Trip – Wild).

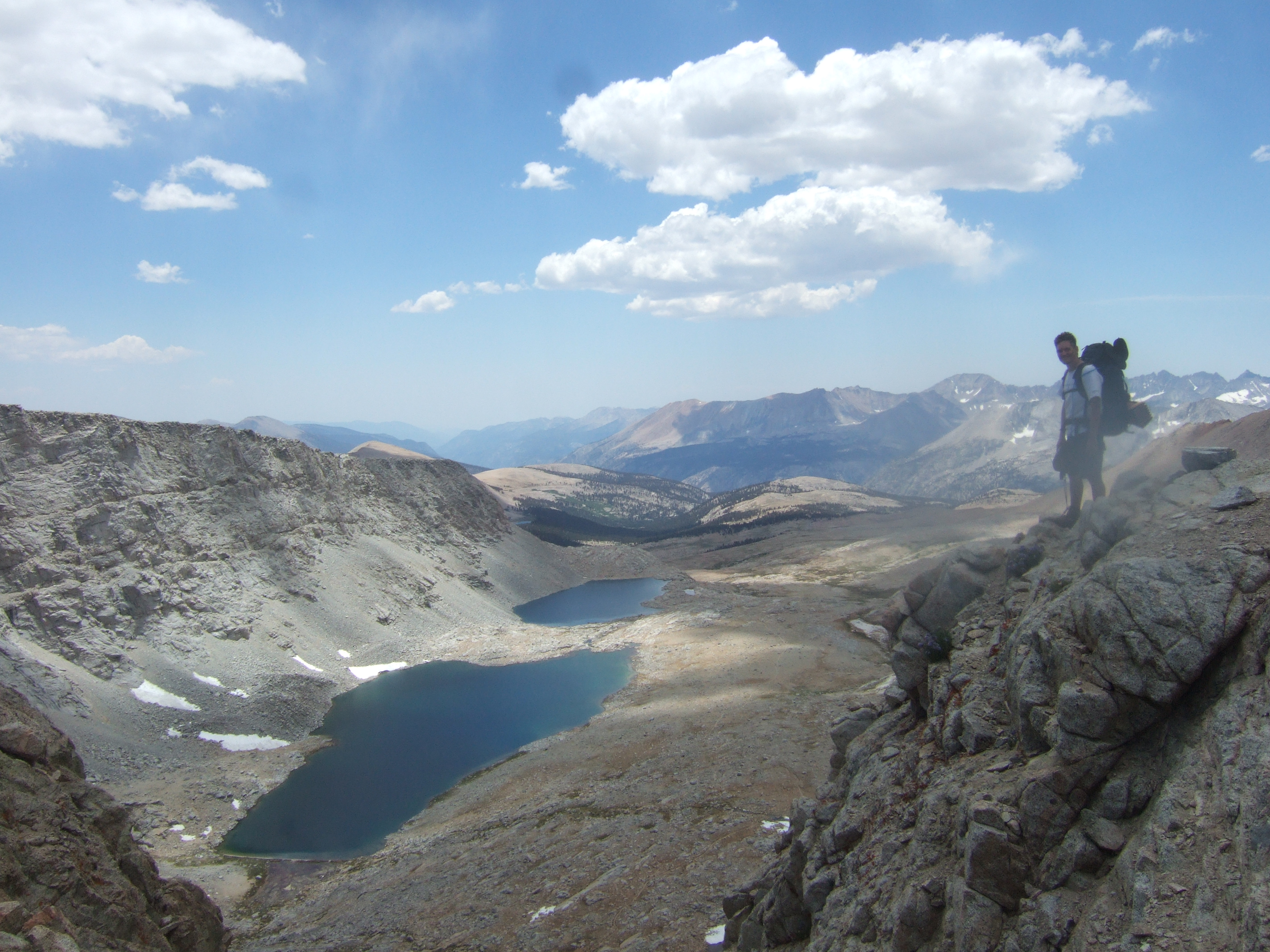
Ein Wanderer 2007 auf dem PCT am Forester-Pass in der Sierra Nevada Kaliforniens

Vor der Durchführung ihrer Fernwanderung steht bei vielen PCT-Thruhikern die intensive Planung und Vorbereitung. Dies hat mit dem Umstand zu tun, dass die Durchwanderung in einer Saison selten weniger als fünf Monate dauert und für die Thruhiker eine enorme physische und mentale Herausforderung darstellt. Gleichzeitig stehen die Fernwanderer von Anfang an unter Zeitdruck, wenn sie die nördlichen Streckenabschnitte in Washington noch vor Einbruch des Winters bewältigen wollen. Außerdem müssen die Schnee- und Temperaturverhältnisse in der High Sierra und anderen alpinen Regionen in Betracht gezogen werden, da Schnee die Orientierung im Gelände erschwert und bei Tauwetter die Überquerung von Flüssen nur unter Lebensgefahr möglich ist. Für einige Thruhiker macht aber gerade das Überstehen von Gefahrensituationen in der abgeschiedenen Wildnis der Berge den besonderen Reiz des Pacific Crest Trail aus.
Im Gegensatz etwa zum Appalachian Trail gibt es entlang des Pacific Crest Trail keine Schutzhütten. Thruhiker auf dem Pacific Crest Trail greifen für die Übernachtung auf Zelte oder leichte Planen, sogenannte „Tarps“, zurück. Das „Cowboy Camping“, also das Schlafen unter freiem Himmel, hat dagegen den Nachteil, dass Wanderer dabei nicht vor Regen oder Schnee geschützt sind. Der bei PCT-Thruhikern beliebte Wanderführer Yogi’s Pacific Crest Trail Handbook rät deshalb auch dringend dazu, zumindest eine leichte Plane mitzuführen.
Über die Jahre hat sich unter den Thruhikern eine besondere Kultur herausgebildet, die sich unter anderem in einer gemeinsamen Sprache niederschlägt. So sprechen Thruhiker beispielsweise von „Zero Days“ oder kurz „Zeros“, wenn sie Rasttage meinen, an denen sie keine einzige Meile zurücklegen. Auch hat es sich eingebürgert, als Weitwanderer einen „Trailnamen“ anzunehmen, der einem häufig von anderen Thruhikern verliehen wird und sich – zumeist scherzhaft – auf eine typische Charaktereigenschaft oder andere Besonderheit bezieht. So erhielt die deutsche Thruhikerin Christine Thürmer auf dem Pacific Crest Trail den Trailnamen „German Tourist“, den sie auch bei späteren Fernwanderungen führte. Eine große Rolle in der Thruhikerkultur spielt das Konzept des Ultraleichtwanderns, das von dem amerikanischen PCT-Thruhiker Ray Jardine in seinem 1992 erschienenen Buch PCT Hiker’s Handbook erstmals propagiert wurde. Wie andere Aspekte der Thruhikerkultur auch ist das Ultraleichtwandern allerdings nicht auf den Pacific Crest Trail beschränkt, sondern wird auch auf den beiden anderen Triple-Crown-Weitwanderwegen und darüber hinaus gepflegt.

### Reiter
Laut Angaben der Pacific Crest Trail Association stellen sich nur wenige Reiter der Herausforderung, die gesamte Strecke von Mexiko bis Kanada in einer Saison zu Pferde zurückzulegen. Insgesamt haben in der Geschichte des Pacific Crest Trail nur wenige Menschen einen Thruride erfolgreich gemeistert. Einer der Gründe dafür ist, dass die erfolgreiche Bewältigung des Weges für Reiter sehr viel mehr Planung und Vorbereitung benötigt als für Wanderer. Nicht nur müssen bei der Logistik große Mengen an Pferdefutter eingeplant werden, es gilt zudem auch zu beachten, dass Reiter – anders als die häufig per Anhalter in Orte fahrenden Thruhiker – in manchen Fällen nicht ohne Probleme in Städte gelangen können. Darüber hinaus sind Reiter sehr viel stärker als Wanderer auf korrekte Informationen über den Zustand des vor ihnen liegenden Weges angewiesen. Die Pacific Crest Trail Association empfiehlt Reitern, sich bei ihrem Versuch eines Thrurides von einem Team unterstützen zu lassen. Darüber hinaus rät die Organisation, Thrurides nur mit einem Reitpartner in Angriff zu nehmen. Insgesamt bewertet die PCTA zumindest Teilabschnitte des Weges als „hart und gnadenlos“ und warnt Reiter davor, ihre eigenen Fähigkeiten und die ihrer Pferde zu überschätzen.
| Jahr | Thruride permits                           | Section ride permits                       | Gesamt                                     |
| ---- | ------------------------------------------ | ------------------------------------------ | ------------------------------------------ |
| 2024 | 2                                          | 8                                          | 10                                         |
| 2023 | 4                                          | 4                                          | 8                                          |
| 2022 | 4                                          | 8                                          | 12                                         |
| 2021 | 4                                          | 1                                          | 5                                          |
| 2020 | Pandemiebedingt wurden keine Daten erhoben | Pandemiebedingt wurden keine Daten erhoben | Pandemiebedingt wurden keine Daten erhoben |
| 2019 | 6                                          | 4                                          | 10                                         |
| 2018 | 6                                          | 12                                         | 18                                         |
| 2017 | 6                                          | 3                                          | 9                                          |
| 2016 | 5                                          | 8                                          | 13                                         |
| 2015 | 4                                          | 8                                          | 12                                         |
| 2014 | 7                                          | 8                                          | 15                                         |
| 2013 | 1                                          | 3                                          | 4                                          |

### Trail Angels
Die „Trail Angels“ sind fester Bestandteil der Thruhikerkultur des Pacific Crest Trail. Es handelt sich bei ihnen um freiwillige Helferinnen und Helfer, die Thruhiker auf vielfältige Weise und mitunter äußerst aufwändig unterstützen. Einige der Trail Angels wohnen in der Nähe des Fernwanderweges und stellen ihr Haus für Übernachtungen und als inoffizielles Postamt zur Verfügung. Viele Thruhiker schicken sich nämlich während der Wanderung selbst sogenannte „Bounce Boxes“ mit Ausrüstungsgegenständen, die sie erst auf einem späteren Streckenabschnitt wieder benötigen. Außerdem werden sie zumeist von Angehörigen und Freunden mit Essensvorräten oder Ersatzausrüstung versorgt, die neben Postämtern auch von einigen Trail Angels aufbewahrt werden. Darüber hinaus lassen Trail Angels die Thruhiker auf ihrem Grundstück zelten, stellen ihnen Waschmöglichkeiten zur Verfügung, kochen Essen für sie und unterstützen sie moralisch. Sie sind häufig davon motiviert, interessante Menschen kennenzulernen, werden aber von den Thruhikern auch durch Unkostenbeteiligungen und nicht zuletzt durch Geschichten von der Wanderung entschädigt. Andere Trail Angels fahren mit ihren Autos zu bestimmten Stellen entlang des Wanderweges und deponieren dort Kühlboxen mit Getränken und Essensvorräten. Thruhiker sprechen in allen diesen Fällen von „Trail Magic“.

### Freiwillige derTrail Crews
Während sich die Trail Angels auf die Versorgung und Unterbringung der Thruhiker konzentrieren, widmen sich die in Trail Crews zusammengeschlossenen Freiwilligen der Pacific Crest Trail Association dem Ausbau und der Instandsetzung des Fernwanderweges; staatliche Institutionen betreuen diejenigen Abschnitte, die in ihrem Zuständigkeitsbereich liegen (etwa im Falle des National Park Service für Abschnitte, die durch Nationalparks führen, oder das Bureau of Land Management für Abschnitte, die durch Gebiete führen, die von dieser Behörde verwaltet werden). Die Pacific Crest Trail Association verzeichnete im Jahr 2020 insgesamt 12 Trail Crews, die jeweils für bestimmte Streckenabschnitte zuständig sind. Einige von ihnen tragen sprechende Namen wie „PCTA Trail Gorillas“, „PCTA Lyons’ Pride“ oder „PCTA Can Do Crew“. Die Arbeit dieser Freiwilligengruppen besteht unter anderem darin, den Wanderweg von umgestürzten Bäumen und wuchernden Pflanzen zu befreien, eingestürzte Brücken wieder aufzubauen oder weggeschwemmte Wegabschnitte wiederherzustellen. Mit Stand 2020 arbeiteten auf diese Weise acht von der Pacific Crest Trail Association bezahlte Vollzeitkräfte mit rund 1500 freiwilligen Helfern zusammen, um den Pacific Crest Trail in gutem Zustand zu erhalten.

### Bekannte Wanderer und Reiter
- Martin Papendick: Nach seinem Dienst in der US Navy und Einsätzen im Pazifikkrieg kam bei Papendick der Wunsch auf, den Appalachian Trail als erster Thruhiker zu durchwandern.[61] Während Papendick allerdings noch mit seinem Geologiestudium beschäftigt war, wanderte Earl Shaffer 1948 den Appalachian Trail als erster in einer Saison. Deshalb wandte Papendick sich stattdessen dem Pacific Crest Trail zu. Bei seinem ersten Versuch im Jahr 1950 scheiterte er noch, doch zwei Jahre später wanderte er in 149 Tagen von Manning Park bis nach Campo an der mexikanischen Grenze. Deshalb wird Papendick heute in der Literatur bisweilen als der erste Thruhiker des Pacific Crest Trail gewürdigt.
- June und Don Mulford: Im Jahr 1958 verkaufte das Ehepaar aus Washington seine Rinderherde und seinen sonstigen Besitz, um Dons Traum eines Thrurides auf dem Pacific Crest zu verwirklichen.[62] Von den zehntausend Dollar, die sie erlösten, kauften sie Pferde, Sättel, Zaumzeug, Satteltaschen und eine 16-mm-Filmkamera und machten sich auf den Weg. Nach fünf Monaten und einer Woche kamen sie an der kanadischen Grenze an. Zunächst erhielten sie viel Aufmerksamkeit für ihren Thruride und traten sogar im Fernsehen auf. Dann gerieten sie allerdings in Vergessenheit, bis ihre Geschichte im Jahr 2009 wiederentdeckt wurde.[63] Heute kann eine Kopie ihres während der Reise entstandenen Films über die Pacific Crest Trail Association bezogen werden.
- Eric Ryback: Noch als Jugendlicher bezwang Ryback im Sommer 1969 als insgesamt 41. Thruhiker den Appalachian Trail.[64] Während seines letzten Schuljahrs sparte er dann Geld für seinen Versuch, auch den Pacific Crest Trail zu durchwandern. Ryback begann seine Wanderung am 10. Juni 1970 im Alter von 19 Jahren in Manning Park. Als er am 16. Oktober in Campo ankam, warteten dort schon Fernsehkameras auf ihn. Rybacks 1971 veröffentlichter Reise- und Erlebnisbericht The High Adventure of Eric Ryback wurde der erste Bestseller zum Pacific Crest Trail. Seine Leistung wurde später von Thomas Winnett, dem Verleger der PCT Guidebook Series angezweifelt. Winnett warf Ryback vor, ein Stück des Weges per Anhalter zurückgelegt zu haben.[65]
- Cheryl Strayed: In ihrem 2012 erschienenen Buch Wild: From Lost to Found on the Pacific Crest Trail schildert Strayed, wie ihr die Wanderung auf dem PCT im Jahr 1995 bei der Bewältigung von kritischen Lebensereignissen wie ihrer kurz zuvor erfolgten Scheidung und dem Krebstod ihrer Mutter half. Das Buch entwickelte sich zum internationalen Bestseller, wurde in mehrere Sprachen übersetzt und schließlich mit Reese Witherspoon in der Hauptrolle als Der große Trip – Wild verfilmt.
- Karel Sabbe: belgischer Ultrarunner, der seit 2023 den PCT-Rekord mit 46 Tagen, 12 Stunden und 50 Minuten hält.[66]